# Oltraggio al pudore (film)
Oltraggio al pudore è un film del 1964 diretto da Silvio Amadio.
È stato messo in circolazione anche con il titolo alternativo di Tutte le altre ragazze lo fanno.

## Trama
L'amore innocente di due giovani studenti viene ostacolato dalla rispettive famiglie. I due si danno appuntamento in uno squallido appartamento dove forse decideranno del loro futuro. All'uscita vengono però arrestati per un bacio scambiato sulla strada.